# Akhis
Els akhis -en singular akhi o ahilik - (modern ahi) fou una organització religiosa d'Anatòlia que van arribar amb els dervixos turcmans i es van establir principalment a les ciutats.

## Organització
Els Akhis no eren governats per una dinastia, va ser una fraternitat religiosa i comercial que pot ser descrita com una república no difereix molt de les repúbliques mercantils de l'Europa medieval.
Els akhis van tenir una organització exclusiva de dones (la Bacıyan-ı Rum), que fou la primera d'aquest tipus al món, fundada per Fatma Bacı Kadınana, esposa de l'organitzador Akhi Ewran, Ahi Evran Veli o Hacı Bektaş-ı Veli. Els seus centres principals foren Konya, Ankara i Kırşehir. Els akhis col·laboraven estretament entre ells (tots els membres es consideraven germans un de l'altra); els que tenien feines indignes n'estaven excloses (per exemple els botxins de persones o animals, els difamadors, lladres i adúlters); l'entrada a l'organització es feia amb una cerimònia especial i requeria lleialtat absoluta. Els adeptes passaven per les fases de coneixement, paciència, purificació de l'anima, lleialtat, amistat, tolerància, etc. i els seus sis principis bàsics eren:
- Obrir els braços
- Obrir la taula
- Obrir la porta de la casa
- No mirar (el que no s'ha de mirar)
- Controlar la cintura
- No parlar (del que no s'ha de parlar)

Els akhis van ser rivals dels mevlevis, confraria fundada pels seguidors de Jalal-ad-Din Muhàmmad Rumi.

## Independència
Després de la batalla decisiva de 1243, els rumí es convertiren en titelles de l'imperi Mongol i durant el buit de poder a Anatòlia, diverses tribus o senyors de la guerra locals van establir les seves principats com vassalls dels mongols. Els Ahis d'Ankara van veure la seva oportunitat de declarar la seva semiindependència sota sobirania Mongol cap al 1290. El cap akhi Ahmad-Shah va agafar el poder a Konya vers el 1295. Akhi Mustafà fou enderrocat pel karamànida Yahşı Han Bey vers l'abril o maig del 1314.

## Llista de senyors Akhis de Konya
- Akhi Ahamd Xah 1295-?
- Akhi Mustafa ?-1314